# YELLOW MAGIC ORCHESTRA
《YELLOW MAGIC ORCHESTRA》은 1978년에 발매한 옐로 매직 오케스트라의 첫 공식 정규 음반이다.

## 개요
당시 전성기 아케이드 게임 '서커스'와 '스페이스 인베이더'의 음향을 모사한 'COMPUTER GAME', 영화 스타워즈에서 사막 가운데를 C-3PO와 R2-D2가 걸어가는 모습의 'SIMOON', 마크 데니의 원곡을 '외국인이 본 오해된 동양 인상'이라는 YMO 결성 당시 개념에 따라 조르조 모로더풍 디스코 버전으로 편곡한 'FIRECRACKER', 텔레비전에서 봤던 베이징 중앙 악단을 이미지로 문화 대혁명 이후 마오쩌둥 시에 작곡한 중국 레코드를 구입하여 한 곡을 참고한 '동풍', 게이오 대학 불문과 출신의 알파 레코드 사장 비서가 프랑스어로 노래한 '중국 여자', '미친 피에로', 호소노 하루오미 · 야마시타 다쓰로 · 스즈키 시게루의 기획 앨범 《Pacific》에 수록한 「COSMIC SURFIN'」의 YMO 버전이 포함되었다. 앨범 분위기상 맞지 않아 미수록된, '인도'라는 곡은 2000년 《Pre YMO》라는 명의로 발매된다. 앨범 제작비는 당시 두 배에 해당하는 800만 엔이 들어갔다.2003년 복각반은 사카모토 류이치, 다카하시 유키히로의 최신 'YMO 회고하는 인터뷰', 호소노 하루오미의 도시바반(1999년) 인터뷰도 실려 있다.

### 미국판
1978년 12월 5일 기노쿠니야 홀에서 열린 '알파 퓨전 페스티벌'에 출연할 당시 그것을 본 A & M 프로듀서 토미 리푸마가 해외 발매를 즉결하고 이듬해 LA의 캐피틀 레코드에서 이 앨범의 리믹스가 이루어졌다. 그 결과, 음질이 전반적으로 원만해진 인상이지만, 호소노는 일본판 믹스가 마음에 든다고 발언하였다. 표지는 머리에서 코드가 난 선글라스 게이샤로 변경되어 "전선 게이샤"라는 별명이 있다.

## 수록곡

### 원판
| #  | 제목                                                                                       | 작사          | 작곡                 | 재생 시간 |
| -- | ------------------------------------------------------------------------------------------ | ------------- | -------------------- | --------- |
| 1. | 〈コンピューター・ゲーム “サーカスのテーマ” (COMPUTER GAME "Theme From The Circus")〉      |               | 옐로 매직 오케스트라 | 1:48      |
| 2. | 〈ファイアークラッカー (FIRECRACKER)〉                                                     |               | 마틴 데니            | 4:50      |
| 3. | 〈シムーン (SIMOON)〉                                                                      | 크리스 모스델 | 호소노 하루오미      | 6:27      |
| 4. | 〈コズミック・サーフィン (COSMIC SURFIN')〉                                                |               | 호소노 하루오미      | 4:51      |
| 5. | 〈コンピューター・ゲーム “インベーダーのテーマ” (COMPUTER GAME "Theme From The Invader")〉 |               | 옐로 매직 오케스트라 | 0:43      |

| #  | 제목                                                                          | 작사          | 작곡                 | 재생 시간 |
| -- | ----------------------------------------------------------------------------- | ------------- | -------------------- | --------- |
| 1. | 〈東風 (TONG POO)〉                                                           |               | 사카모토 류이치      | 6:15      |
| 2. | 〈中国女 (LA FEMME CHINOISE)〉                                                | 크리스 모스델 | 다카하시 유키히로    | 5:53      |
| 3. | 〈ブリッジ・オーバー・トラブルド・ミュージック (BRIDGE OVER TROUBLED MUSIC)〉 |               | 옐로 매직 오케스트라 | 1:16      |
| 4. | 〈マッド・ピエロ (MAD PIERROT)〉                                              |               | 호소노 하루오미      | 4:20      |
| 5. | 〈アクロバット (ACROBAT)〉                                                    |               | 호소노 하루오미      | 1:13      |

### 미국판
| #  | 제목                                       | 작사          | 작곡                 | 재생 시간 |
| -- | ------------------------------------------ | ------------- | -------------------- | --------- |
| 1. | 〈COMPUTER GAME "Theme From The Circus"〉  |               | 옐로 매직 오케스트라 | 1:48      |
| 2. | 〈FIRECRACKER〉                            |               | 마틴 데니            | 4:50      |
| 3. | 〈SIMOON〉                                 | 크리스 모스델 | 호소노 하루오미      | 6:27      |
| 4. | 〈COSMIC SURFIN'〉                         |               | 호소노 하루오미      | 4:28      |
| 5. | 〈COMPUTER GAME "Theme From The Invader"〉 |               | 옐로 매직 오케스트라 | 1:01      |

| #  | 제목                           | 작사          | 작곡                 | 재생 시간 |
| -- | ------------------------------ | ------------- | -------------------- | --------- |
| 1. | 〈Yellow Magic (Tong Poo)〉    |               | 사카모토 류이치      | 6:17      |
| 2. | 〈LA FEMME CHINOISE〉          | 크리스 모스델 | 다카하시 유키히로    | 5:55      |
| 3. | 〈BRIDGE OVER TROUBLED MUSIC〉 |               | 옐로 매직 오케스트라 | 1:18      |
| 4. | 〈MAD PIERROT〉                |               | 호소노 하루오미      | 4:05      |

## 참여진

### 옐로 매직 오케스트라
- 사카모토 류이치 - 키보드, 전자 악기, 타악기, 오케스트레이션
- 다카하시 유키히로 - 드럼, 전자 드럼, 타악기, 보컬
- 호소노 하루오미 - 베이스, 전자 악기, 키보드, 편곡

### 객원
- 마쓰타케 히데키 - 마이크로 컴퓨터, 프로그래밍
- 타이론 하시모토(하시모토 슌이치) - 보컬
- 다카나카 마사요시 - 전기 기타
- 누노이(에베) 도모코 - 프랑스어 음성 (섹시 보이스로 표시)

### 제작진
- 요시자와 노리오 & 사이토 아쓰시 - 레코딩 엔지니어
- 히카사 마사코 & 이쿠타 아키라 - 매니지먼트
- 미야스미 슌스케 - 레코딩 코디네이터
- 와키타 아이지로 - 디자인, 아트 디렉션
- 하카마다 가즈오 - 일러스트레이션
- 하리 호소노 - 프로듀서, 믹스 엔지니어
- 무라이 구니히코 - 이그제큐티브 프로듀서

### 미국판 제작진
- 요시다 미나코 - 보컬
- 토미 리푸마 - 수퍼바이저
- 알 슈미트 - 믹싱 엔지니어
- 마이크 리스 - 마스터링 엔지니어
- 롤랜드 영 - 아트 디렉터
- 아미 나가사와 & 척 비슨- 디자인
- 루 비치 - 앞 표지 아트
- 스키타 마사요시 - 뒷 표지 아트

## 순위표
| 연도 | 차트            | 최고 순위 |
| ---- | --------------- | --------- |
| 1978 | 일본 (오리콘)   | 20        |
| 1980 | 빌보드 200      | 81        |
| 1980 | 빌보드 R&B 앨범 | 37        |

## 주요 발매 역사
| 연도 | 판본 형태  | 매체   | 국가 | 레이블                        | 카탈로그 번호 | 비고 |
| ---- | ---------- | ------ | ---- | ----------------------------- | ------------- | --- |
| 1978 | 초판(初版) | 레코드 | 일본 | 알파                          | ALR-6012      | 원반(原盤)(다홍색 레코드), 오비(Obi)에 호소노 하루오미 이름이 밴드명보다 크게 인쇄                                           |
| 1976 | 초판       | 카세트 | 일본 | 알파                          | ALC-1511      | 첫 카세트 프레싱 (초록색) |
| 1983 | 초판       | 레코드 | 미국 | 호라이즌 레코드 & 테이프      | SP-736        | 미국 리믹스판 첫 프레싱, 1면에 첫 두 곡의 곡 길이가 부정확                                                                   |
| 1979 | 초판       | 레코드 | 일본 | 알파                          | ALR-6020      | 미국 리믹스판 첫 일본 프레싱, 80년에 두 번째 프레싱                                                                          |
| 1979 | 초판       | 카세트 | 미국 | 호라이즌 레코드 & 테이프      | CS-736        | 미국 리믹스판 첫 카세트 프레싱                                                                                               |
| 1980 | 재판(再版) | 레코드 | 일본 | 알파                          | ALR-6012      | 두 번째 프레싱(자주색 점층 효과 레코드), 83년에 세 번째 프레싱(연한 초록색 레코드)                                           |
| 1984 | 재판       | CD     | 일본 | 알파                          | 38XA-20       | 미국 리믹스판 첫 일본 CD 프레싱                                                                                              |
| 1992 | 재판       | CD     | 일본 | 알파                          | ALCA-287      | 미국 리믹스판 세 번째 일본 CD 프레싱, 첫 리마스터링                                                                          |
| 1992 | 재판       | CD     | 미국 | 레스틀리스 레코드             | 7 72700-2     | 미국 리믹스판 CD 프레싱, 뒷표지는 캐나다 인쇄                                                                                |
| 1999 | 재판       | CD     | 일본 | 도시바 EMI Ltd                | TOCT-24233    | 미국 리믹스판 일본 CD 프레싱, 호소노 하루오미 리마스터링, 2000년에 재발매(TOCT-24246)                                        |
| 2003 | 재판       | CD     | 일본 | 소니 뮤직 엔터테인먼트 (일본) | MHCL-203      | 초판 CD 프레싱, 호소노 하루오미 리마스터링, 99년 도시바반 인터뷰 복각 게재, 종이 재킷(초회반)                                |
| 2003 | 재판       | CD     | 일본 | 소니 뮤직 엔터테인먼트 (일본) | MHCL-204      | 미국 리믹스판 CD 프레싱, 호소노 하루오미 리마스터링, 사카모토 류이치 감수, 99년 도시바반 인터뷰 복각 게재, 종이 재킷(초회반) |
| 2004 | 재판       | CD     | 영국 | 에픽                          | 513445 2      | 일본판과 미국판의 컴필레이션 음반, 리마스터링 2CD                                                                            |
| 2010 | 재판       | CD     | 일본 | 소니 뮤직 다이렉트/GT 뮤직    | MHCL-20101    | 일본판 리마스터링, 블루스펙 CD 한정판, 종이 재킷                                                                             |
| 2010 | 재판       | CD     | 일본 | 소니 뮤직 다이렉트/GT 뮤직    | MHCL-20102    | 미국판 리마스터링, 블루스펙 CD 한정판, 종이 재킷                                                                             |
| 2015 | 재판       | 레코드 | 유럽 | Music On Vinyl                | MOVLP1466     | 일본판과 미국판의 컴필레이션 음반, 180그램, 원본 마스터 96 KHZ / 24 BIT 음원 사용, 초판 1000장 한정 투명판                   |